# Clupea
Clupea, riblji rod koji obuhvaća prave haringe u porodici Clupeidae.

## Vrste
- Clupea alepidota Hermann, 1804
- Clupea arabica Ehrenberg in Cuvier & Valenciennes, 1847
- Clupea bentincki Norman, 1936  -araukanijska haringa
- Clupea bipunctata Ehrenberg in Cuvier & Valenciennes, 1847
- Clupea brunnichii Bloch & Schneider, 1801
- Clupea exile Kishinouye, 1911
- Clupea harengus Linnaeus, 1758 - atlantska haringa
- Clupea kowal Rüppell ex Russel, 1837
- Clupea ogura Kishinouye, 1911
- Clupea pallasii Valenciennes in Cuvier & Valenciennes, 1847 - pacifička haringa
- Clupea sadina Mitchill, 1814
- Clupea sardinacaroli Curtiss, 1938
- Clupea schaleh Forskål, 1775
- Clupea sicula Swainson, 1839
- Clupea sima Linnaeus, 1758
- Clupea tropica Linnaeus, 1758[1]